# Fastlane (2023)
Fastlane 2023 було сьомим шоу професійного реслінгу Fastlane, організованим WWE для платних трансляцій (PPV) і прямих трансляцій. Воно було проведено з реслерами двох головних брендів компанії — Raw та SmackDown. Подія відбулася в суботу, 7 жовтня 2023 року, в Ґейнбрідж Філдхаус в Індіанаполісі, штат Індіана, США і стала першим шоу Fastlane, проведеним з 2021 року, першим, що відбулося в суботу і першим, що відбулось в жовтні. Це був перший PPV-захід та пряма трансляція WWE в Індіанаполісі з часів Clash of Champions у вересні 2016 року, яке проходило на тій самій арені, коли вона була відома під назвою Бенкерс Лайф-філдхаус (перейменована у 2021 році). Подія також замінила Extreme Rules, яке проводилося в жовтні попереднього року і було відмінено у 2023 році.
Назва шоу раніше посилалася на її позицію у «Дорозі до Реслманії» (англ. Road to WrestleMania), однак у 2023 році це правило було порушено через те, що подія відбулася через шість місяців після Реслманії 39. Це також був перший великий захід головного ростеру WWE, в якому компанія не належала і не контролювалася сім'єю Макменів після того, як WWE була продана компанії Endeavor. Продаж було завершено 12 вересня 2023 року, коли WWE та Ultimate Fighting Championship об'єдналися і стали підрозділами нової компанії під назвою TKO Group Holdings.
На шоу було проведено п'ять поєдинків. Головною подією шоу, яку представляв бренд Raw, Сет «Фрікін» Роллінс переміг Шінсуке Накамуру в поєдинку до останнього на ногах, зберігши титул чемпіона світу у важкій вазі. В іншому видатному матчі, який був представленим брендом SmackDown, Джон Сіна та Ел Ей Найт перемогли Кровну Лінію (Джиммі Усо та Соло Сікоа). Перед-шоу заходу також ознаменувало першу появу Джейд Каргілл у WWE, в той час як основна частина шоу зафіксувала повноцінне повернення Карліто до WWE, вперше з травня 2010 року.

## Матчі
| №                                                    | Результати | Умови                                                                           | Час   |
| ---------------------------------------------------- | --- | ------------------------------------------------------------------------------- | ----- |
| 1                                                    | Коді Роудс і Джей Усо перемогли Судний День (Фінн Балор та Деміан Пріст) (c) утриманням опонента.                                                                                               | Командний матч за титул беззаперечних командних чемпіонів WWE (RAW + SmackDown) | 20:40 |
| 2                                                    | Карліто й Латиноамериканський Світовий Порядок (Рей Містеріо та Сантос Ескобар) (з Зеліною Вегою) перемогли Боббі Лешлі та Вуличну Наживу (Анджело Доукінс та Монтез Форд) утриманням опонента. | Командний матч 3-на-3                                                           | 10:00 |
| 3                                                    | Ійо Скай (c) перемогла Аску й Шарлотт Флер утриманням опонентки. | Тристоронній матч за титул чемпіонство WWE серед жінок                          | 17:20 |
| 4                                                    | Джон Сіна й Ел Ей Найт перемогли The Bloodline (Джиммі Усо та Соло Сікоа) (з Полом Гейманом) утриманням опонента.                                                                               | Командний матч                                                                  | 17:20 |
| 5                                                    | Сет «Фрікін» Роллінс (c) переміг Шинске Накамуру залишившись на ногах. | Матч до останнього на ногах за чемпіонство світу у важкій вазі                  | 28:25 |
| \| (c) \| – чемпіон(-и) на момент старту поєдинку \| | |                                                                                 |       |
| (c)                                                  | – чемпіон(-и) на момент старту поєдинку |                                                                                 |       |